# Кайса (имя)
Ка́йса (фин. Kaisa, фин. Kajsa) — популярное финское женское имя. Производное от Катарина. На конец 2009 года около 27 390 финских женщин носили имя Кайса. Именины празднуются 25 ноября. Имя используется также и в Швеции.